# Hector Mercedes
Hector Mercedes var en boxare från Puerto Rico.
Han var Mike Tysons första motståndare i proffsringen. Mercedes sade efter matchen att Tyson slagit hårdare än någon annan han mött.
Mercedes boxades 8 proffsmatcher med resultatet 1 vinst och 7 förluster.